# Wassertrüdingen
Wassertrüdingen è una città tedesca situata nel land della Baviera.